# 华东阴地蕨
华东阴地蕨（学名：Botrychium japonicum）为阴地蕨科阴地蕨属下的一个种。其种加词“japonicum”意为“日本的”。

## 形态特征
根状茎短而直立，有较粗的肉质根。总叶柄短，长2-6厘米，无毛。营养叶全长18-24厘米，或更长，柄长10-15厘米，宽3-4毫米，无毛或向顶端略有一、二疏毛。叶片略呈五角形，长12-15厘米，宽16-18厘米，渐尖头，三回羽状；羽片约6对，对生或近对生，斜出，彼此密接，下部二至三对相距2.5-3厘米，有柄，其上各对无柄，基部一对最大，略呈不等边宽三角形，长8-10厘米，宽5-6.5厘米，柄长1.5-2.5厘米，基部心脏形，渐尖头，二回羽状深裂；一回小羽片4-5对，彼此密接，基部一对较大，对生或略下先出，基部下方一片最大，长圆形，渐尖头，有柄，一回羽状，其上各对渐短，无柄或合生，羽状深裂或浅裂；末回小羽片（或裂片）为椭圆形，急尖头，长1.5厘米，宽7-8毫米，基部合生，边缘有整齐的尖锯齿，尖端向前。第二对羽片起为长圆披针形，有柄，长达8厘米，宽约3厘米，短渐尖头，基部不等，近心脏形，一回羽状，下先出。叶为草质，干后为绿色，叶轴光滑或偶有一、二柔毛。叶脉明显，直达锯齿。孢子叶全长25-35厘米，自总叶柄基部生出，远高过营养叶片，孢子囊穗长8-10厘米，宽4-5厘米，圆锥状，二回羽状，无毛。